# Ян Сяолей
Ян Сяолей (28 червня 2000 , Чанчжоу, Цзянсу ) — китайська лучниця, срібна призерка Олімпійських ігор 2024 року.

## Виступи на Олімпіадах
| Олімпіада  | Дисципліна                | Місце |
| ---------- | ------------------------- | ----- |
| Токіо 2020 | індивідуальна першість    | 17    |
| Токіо 2020 | командна першість         | 9     |
| Токіо 2020 | змішана командна першість | 9     |
| Париж 2024 | індивідуальна першість    | 17    |
| Париж 2024 | командна першість         | 2     |
| Париж 2024 | змішана командна першість | 9     |

## Зовнішні посилання
- Ян Сяолей на сайті World Archery (англійська)
- Ян Сяолей на сайті Olympedia (англійська)